# Dix jours de pénitence

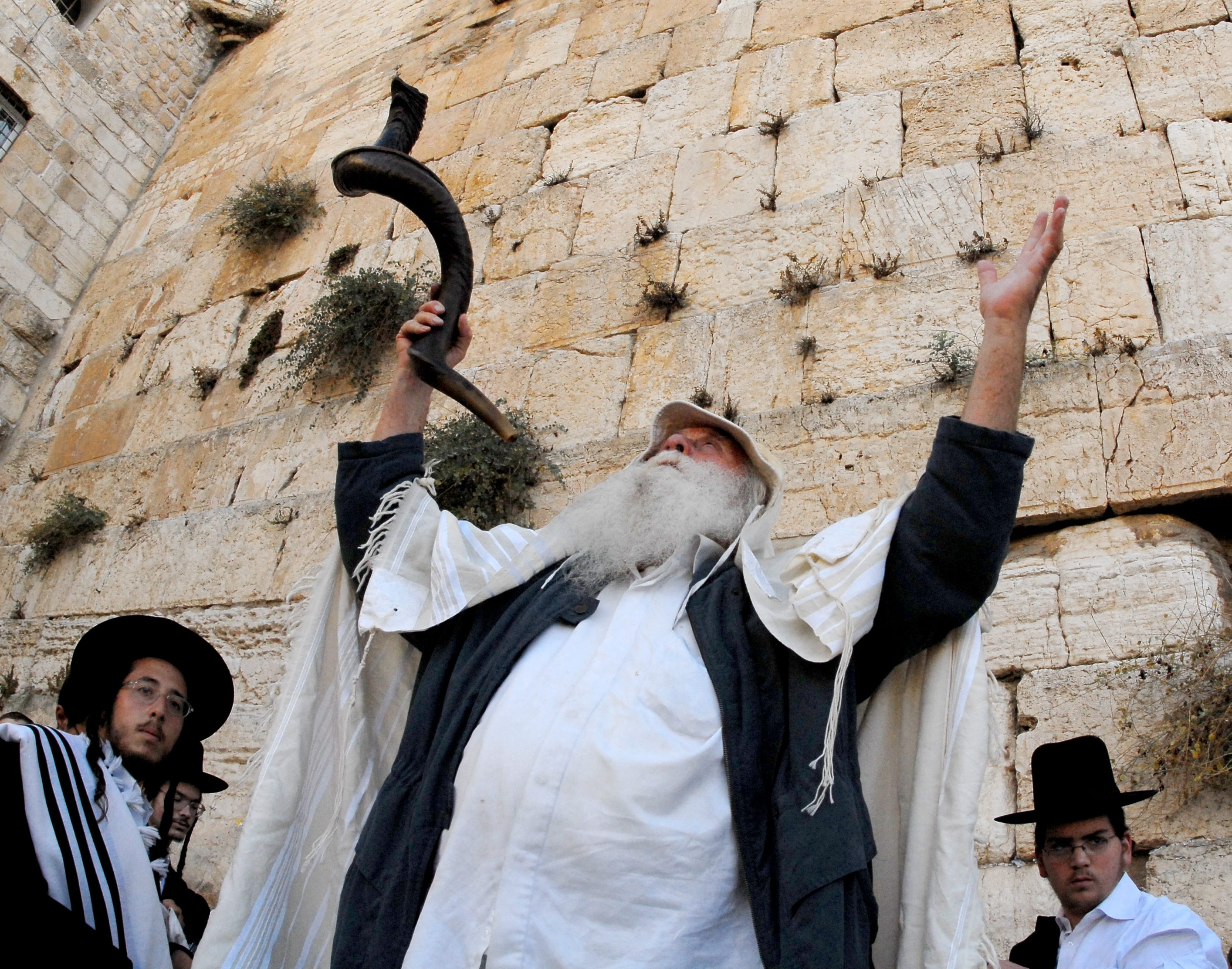
Prière faite pendant les dix jours de pénitence à Jérusalem.

Les dix jours de pénitence (hébreu: עשרת ימי תשובה asseret yeme teshouva), également appelés « jours entre la nouvelle lune et le dixième » (yemei bein kessè lè'assor), sont la période de dix jours allant du premier jour de Roch Hachana à Yom Kippour. 
Ces deux dates étant respectivement considérées comme le jour où Dieu émet son jugement sur l'humanité et celui où Il le confirme, les dix jours de pénitence permettent d'après la tradition d'annuler les mauvais décrets par l'introspection et le repentir.

## Les dix jours de pénitence dans les sources juives
La période de pénitence ne trouve pas son origine dans la Bible mais dans la littérature des Sages, où Roch Hachana est pour la première fois, considérée explicitement comme le jour du jugement. En se basant sur ce fait, les Sages instituent la période en se basant sur le verset d'Isaïe 55:6 (« cherchez YHWH lorsqu'il se laisse trouver »), la définissant comme « les dix jours entre Roch Hachana et Yom HaKippourim » (ces jours étant inclus dans l'intervalle des dix jours).

## Coutumes

### LesDix-Huit Prières
Selon la Guemara (le Talmud), deux bénédictions sont changées lors de la 'Amida, afin de souligner la royauté de Dieu sur le monde. Il s'agit de conclusion de la troisième prière, où « HaMelekh HaKadosh » (le Saint Roi) remplace « Ha El HaKadosh » (le Saint Dieu), et de celle de la onzième prière, où « Melekh ohev Tzedaqa ouMishpat » est remplacé par « HaMelekh HaMishpat ». Ces prières sont obligatoires : quiconque se trompe lors de la troisième doit recommencer la 'Amida, l'erreur lors de la onzième prière n'étant sanctionnée que par la reprise de cette seule prière.
Quatre autres modifications ont été rajoutées au temps des Gueonim. Dans celles-ci, le prieur demande que le décret de son destin aboutisse dans le « bon livre », et leur caractère est plus facultatif : on ne reprendra pas la prière si on a omis le passage.
- Zokhrenou le'Hayim, Melekh 'hafetz ba'hayim, vekhotvenou bessefer ha'hayim lema'ankha, Elohim 'Hayim -- « Souviens-Toi de nous pour [le Livre de] la Vie, Roi qui Désires la Vie, et écris-nous dans le Livre de la Vie, en faveur de Toi, Dieu Vivant », intercalé avant la conclusion de la première bénédiction.
- Mi khamokha, Av haRahaman, zokher yètzourav le'hayim bera'hamim -- « qui est comme Toi, Le Père Miséricordieux, qui Se souvient de Ses créatures pour la vie dans la miséricorde. »
- Oukhtov lehayim tovim kol bene beritekha -- « Et écris pour la bonne vie tous les fils de Ton alliance. »
- BeSefer 'hayim, brakha veshalom oufarnassa tova ougzerot tovot yeshouot vene'hamot nizakher vènikatev lèfanèkha, ana'hnou vekhol 'amekha bet Israël le'hayim tovim oulshalom -- « Dans le livre de la Vie, de la bénédiction et de la paix, du bon gagne-pain, des bons décrets, salvatrices et consolatrices, nous serons remémorés et inscrits devant Toi, nous et tout Ton peuple d'Israël, pour la bonne Vie et la paix. »

### Autres prières
Il est habituel de lire la prière d'Avinou Malkenou après la 'Amida. Certaines lignes en sont omises le Shabbat.
Certaines congrégations continuent de dire les Seli'hot au cours de cette période.

### Autres coutumes
Certains jeûnent pendant ces dix jours. Selon le Kitsour Choulhan Aroukh, même celui qui pratique pendant l'année doit renforcer sa pratique en cette période. Il est aussi recommandé d'éviter de manger pendant ces dix jours d'un pain qui n'aurait pas été cuit par un Juif.

## Shabbat Shouva
Lors des sept jours entre Rosh Hashana et Yom Kippour, le shabbat est nommé Shabbat Shouva, du nom de la haftara tirée du Livre d'Osée (14:2-10), qui commence par les mots « שובה ישראל עד ה' אלוהיך » (Shouva Israël 'ad Hashem Elohekha -- Retourne, [ô] Israël, à Hashem ton Dieu). Il est de coutume pour le rabbin de prononcer en ce jour dans une longue drasha centrée sur le pardon et la repentance.